# 윌리엄 브래드퍼드 (플리머스 지사)

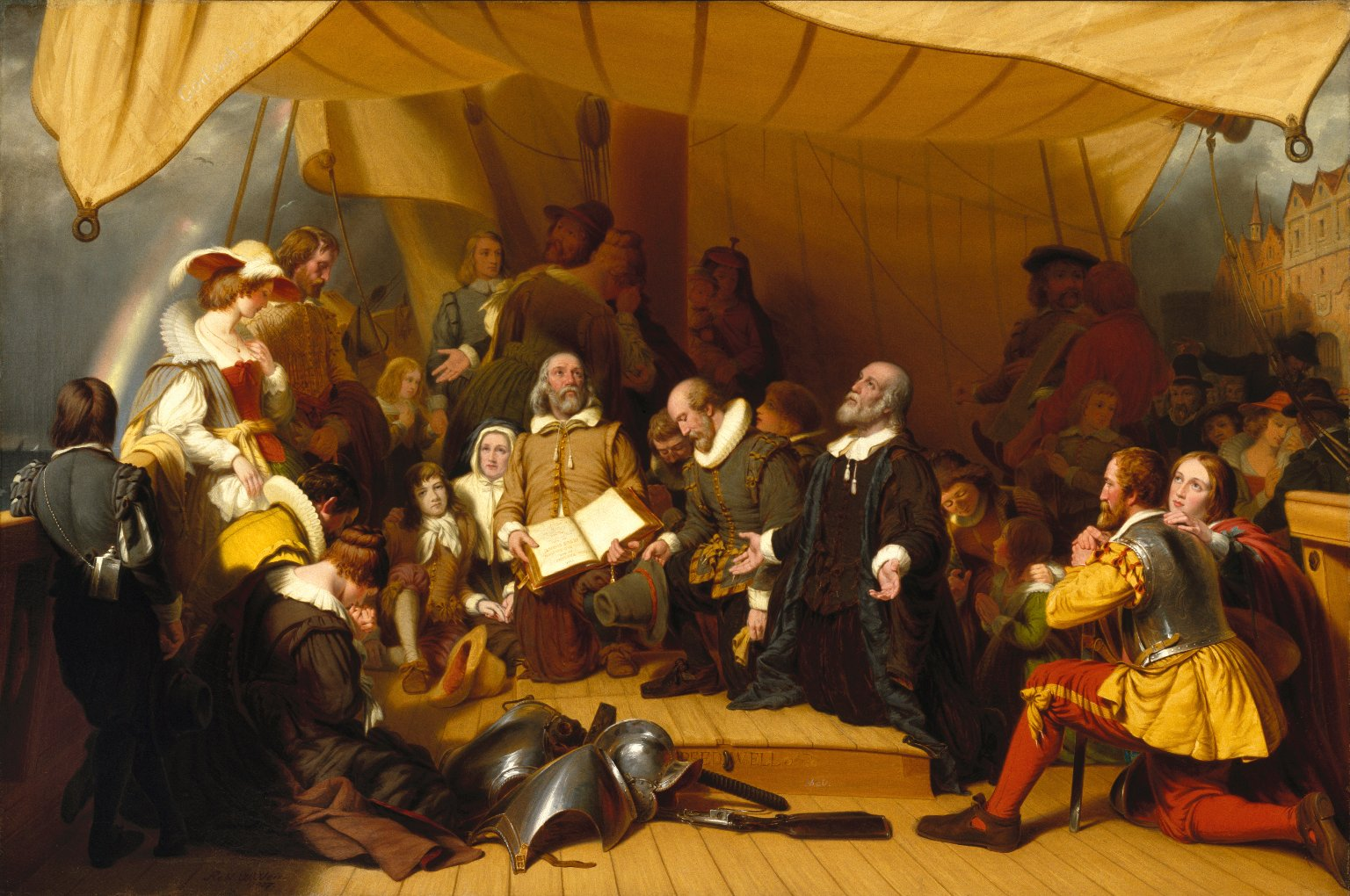
필그림의 승선, 중앙의 고개를 숙이고, 모자를 벗은 사람이 브래드퍼드

윌리엄 브래드퍼드(William Bradford, 1590년 3월 19일 ~ 1657년 5월 9일)는 자난날 미국 매사추세츠에 주둔한 영국인 출신 외교관인데, 플리머스 식민지의 영국인 지도자였으며, 존 카버가 죽은 이후 세 번에 걸쳐 식민지 지사로 선출되었다. 1620년에서 1647년에 걸친 그의 여행은 《플리머스 플랜테이션에 대해》(Of Plymouth Plantation)라는 책으로 출판되었다. 브래드퍼드는 미국에서 현재 널리 기념되는 행사인 추수감사절을 지정한 최초의 시민 관계자로 믿어지고 있다.

## 생애

### 어린 시절

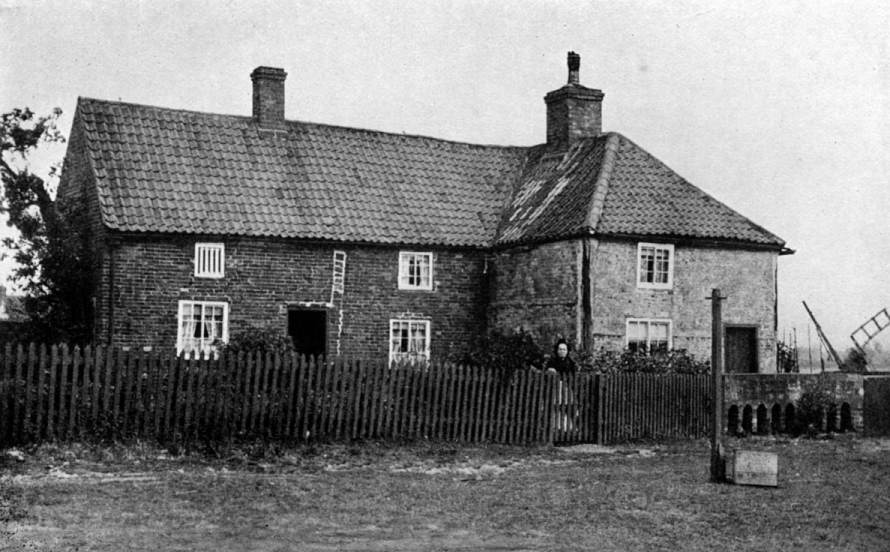
요크셔 오스터필드의 윌리엄 브래드퍼드의 생가

윌리엄 브래드퍼드는 1590년 잉글랜드 요크셔 주 오스터필드에서 윌리엄과 앨리스 브래드퍼드의 아들로 태어났다. 오스터필드는 약 200명 정도가 사는 작은 타운이었고, 그들 중 대부분은 적당한 수입을 가지고 있는 농부들이었다. 큰 농장을 가지고 있었던 브래드퍼드의 가족은 비교적 부유하다고 여겨졌고, 오스터필드 사람들 사이에서는 영향력이 있다고 생각되었다. 어릴 적 브래드퍼드는 여러 명의 가족을 잃었다. 나다니엘 필브릭과 같은 어떤 역사학자들은 브래드퍼드의 가족 연대감의 부족이 나중에 '필그림스' 로 알려지게 되는 종교분리파에 합류하게 되는 중요한 요인었다고 주목하고 있다. 브래드퍼드가 막 한 살을
넘겼을 때 그의 아버지가 세상을 떠났다. 그리하여 브래드퍼드가 4살 때까지 그의 어머니의 손에서 자랐으며, 어머니의 재혼으로 이후 조부와 같이 살게 된다. 2년 뒤에 그의 조부도 사망했고, 다시 그의 어머니에게 돌아와 의붓아버지와 함께 살게 되었다. 1년 뒤인 1597년에 어머니가 사망하자, 브래드퍼드는 7살의 나이로 고아가 되었다. 그리하여 그의 삼촌에게 보내져 같이 살게 되었다.
그의 삼촌은 브래드퍼드에게 농장일을 돕길 원했지만, 이번에는 오랜 병으로 농장일에 별 도움이 되지 못했다. 대신 그는 독서에 많은 시간을 보내고, 성경과 고전 작품을 많이 읽게 되었다. 이것이 그의 지적인 호기심을 자극했고, 결국 분리주의자가 되게 하는 핵심 요인이 되었다.

### 분리주의자 회합
브래드퍼드가 12살 때, 친구의 초청으로 밥워스에서 13 km 떨어진 리처드 클립턴 목사의 설교를 듣게 되었다. 클립튼은 영국 교회가 가톨릭 관행의 흔적을 없애기 위해 엄격한 개혁을 해야 한다는 주장하는 청교도 목사였다. 옹호자들은 이것이 보다 순수한 기독교 교회를 낳았다고 믿고 있다. 브래드퍼드는 즉시 클립턴의 설교에 영감을 얻게 되었다.
삼촌이 클립튼의 설교에 참가하는 것을 금했지만, 그는 계속 참석을 했다. 이러한 회합 중 하나에서 그는 요크 대주교의 집행관이 되는 친구 윌리엄 브루스터를 만났다. 브루스터는 브래드퍼드보다 24살 연상이었고, 젊은 이들에게는 어버이 역할을 하는 사람이었다. 그는 오스터필드에서 4마일 떨어진 스크루비 영지에 거주하고 있었다. 잦은 방문을 하는 동안 브래드퍼드는 브루스터에게 서적을 빌렸고, 브루스터는 그 젊은이에게 잉글랜드 전역을 통해 일어나는 교회 개혁의 노력에 대해서 말해주었다. 제임스 1세가 1603년 왕좌에 올랐고, 교회 개혁을 종결하고, 영국 국교회에 대한 급진적인 비판을 엄하게 다룰 것이라고 선언을 했다. 1607년경, 리처드 클립튼과 존 로빈슨이 이끄는 약 50명의 개혁 마인드를 가진 사람들이 안식일을 축복하기 위해 스크루비 영지에서 몰래 회합을 가졌다. 이 무리는 영국 국교회의 개혁이 희망이 없으며, 그것과 결별해야 한다고 결정했다. 그리하여 이들은 분리주의자로 알려지게 되었다.
분리주의자들의 주일 집회는 곧 요크 대주교의 관심을 끌게 되었고, 집회에 참석한 많은 사람들이 1607년 체포되었다. 브루스터는 종교 문제에 대한 불복종으로 유죄를 선고 받아, 벌금형에 처해졌다. 어떤 사람들은 투옥되었고, 다른 이는 왕당파들에 의해 밤낮으로 대주교를 면담했다. 그들의 우려에 따라, 스크루비 집회의 회원들은 다른 런던에 있는 분리주의자들이 투옥되어 기아에 남겨지게 된다.
1607년 스크루비 집회에서 종교의 자유가 허용되는 네덜란드로 몰래 떠나기로 결정했을 때, 윌리엄 브래드퍼드는 그들과 함께할 결심을 하게 된다. 그 무리들이 잉글랜드를 떠나려고 할 때 여러 가지 큰 문제를 겪게 된다. 그 중 네덜란드로 같이가기로 한 영국 선장의 배신으로 관계 당국에 넘겨지게 된다. 브래드퍼드를 포함한 그 집회에 참가를 했던 부분의 사람들은 잠깐 동안 투옥되어 시도는 좌절되었다. 그러나 1608년 여름에 18세의 브래드퍼드를 포함한 스크루비 집회는 작은 무리로 나눠 가까스로 잉글랜드를 탈출하여 네덜란드 암스테르담으로 도망갈 수 있었다.

### 네덜란드에서의 생활

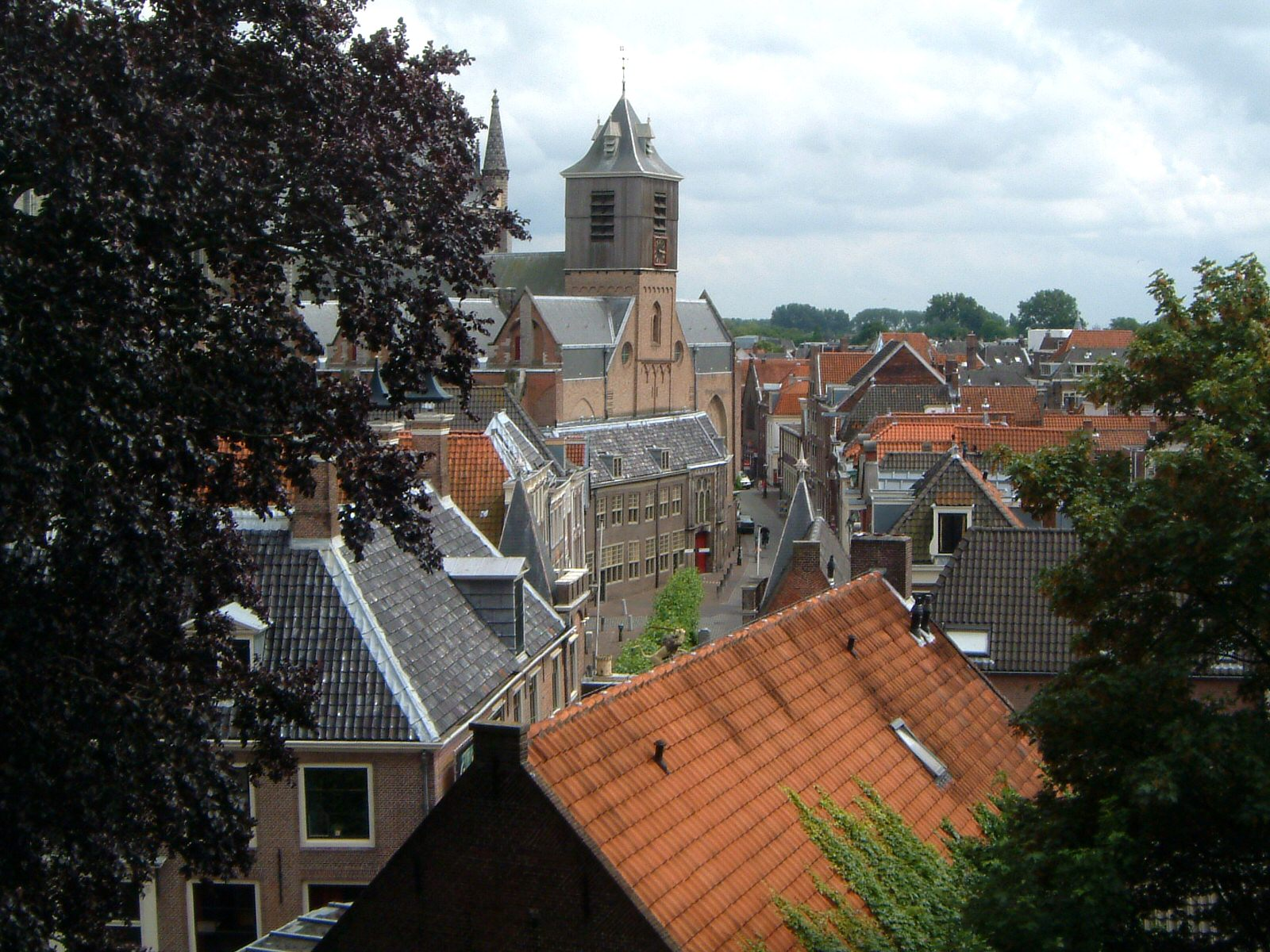
레이던의 현대 풍경, 후글랜즈 커크가 보인다

윌리엄 브래드퍼드는 1608년 8월에 암스테르담에 도착했다. 가족이 없었기 때문에, 브래드퍼드는 브루스터의 집에서 지내게 되었다. 외국인이었고, 게다가 탈출할 때 대부분의 재산을 탕진하였기 때문에 분리주의자들은 가장 천한 일을 해야했고, 가난에 시달릴 수 밖에 없었다. 9개월 후 집회에서는 레이던으로 다시 이주하기로 결정을 내렸다.
브래드퍼드는 스틴크 앨리라고 알려진 레이던의 가난한 이웃에게서 브루스터의 가족과 함께 살았다. 그러나 그가 21세가 되었을 때 상황은 급격히 변했고, 1611년 그의 가족의 상속을 요구할 수 있게 되었다. 브래드퍼드는 곧 집을 샀고, 벨벳 직조 공장을 시작해서 좋은 평판을 얻을 수 있었다.
1613년 브래드퍼드는 암스테르담에 살고 있는 부유한 영국 부부의 딸인 도로시 메이와 결혼을 했다. 분리주의자들은 성전에서 종교의식을 할 수 없었기 때문에, 그들 부부는 민간 예배로 결혼을 해야 했다. 1617년에 브래드퍼드 가족은 첫 아이인 존 브래드퍼드를 낳았다.
1617년경 스크루비 집회에서 신세계에 자신들만의 거주지를 개척할 계획을 세우기 시작했다. 분리주의자들의 네덜란드에서 종교적 자유를 누릴 수는 있었지만, 10년 후에 그들의 자녀들이 네덜란드의 풍습과 언어에 심각한 영향을 받을 수 있다는 사실을 고민하고 있었다. 그리하여 분리주의자들은 잉글랜드와 버지니아 식민지 북부에 거주할 수 있는 권한을 알아보기 위해 3년간의 힘겨운 협상을 시작했다. 당시 식민지는 허드슨강 유역까지 확장을 시작했다. 또한 런던에 있는 머천트 어드벤처러스라는 재정 후원자들과 조건을 협상했다. 1620년 7월경 로버트 쿠시먼과 존 카버는 필요한 준비를 하고 《스피드웰호》를 타고 델프츠해븐을 떠났다.
그것은 충동적인 출발이었다. 식민지를 개척한 후에 가족들을 불러올 것을 계획하면서 많은 가족들이 쪼개졌다. 윌리엄과 도로시 부부도 세살짜리 아들 존을 암스테르담에 있는 도로시의 부모님에게 맡기고 항해를 떠났다.

## 플리머스 식민지

### 메이플라워 호

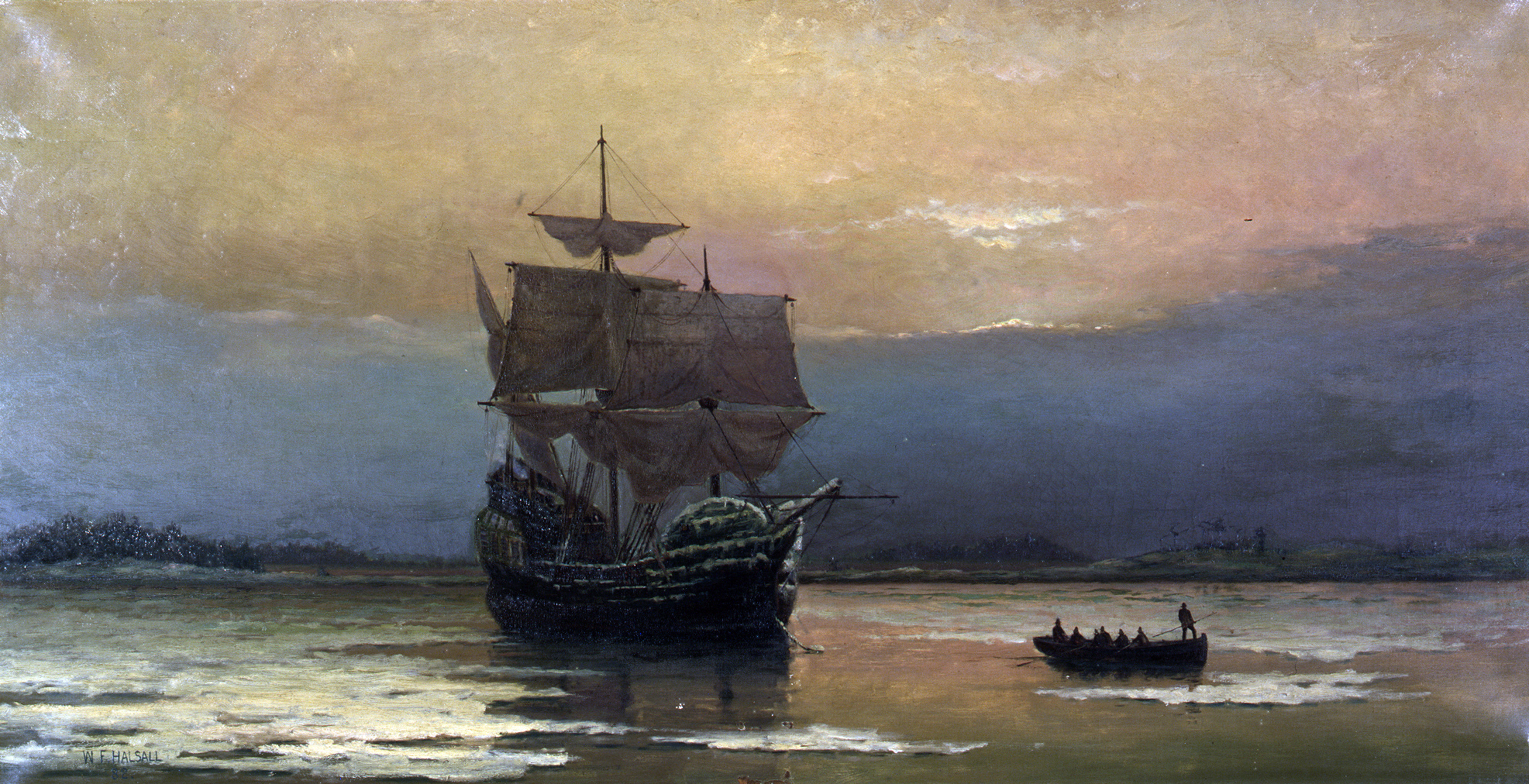
플리머스 항의 메이플라워호, 1882년 그림

카버와 쿠시먼이 합의한 바에 따르면 《스피드웰호》는 《메이플라워호》를 잉글랜드 연안에서 만나서 현재의 뉴욕 시에 위치한 허드슨강으로 항해할 예정이었다. 그러나 스피드웰호는 자주 누수가 생기는 것으로 밝혀졌고, 약 100명의 승객은 대신 붐비는 메이플라워호로 갈아타야 했다. 이들 일행 중에는 머천트 어드벤처러스에서 모집한 식민지를 개척하는데 도움이 되는 기술자 50명의 식민지 개척자들이 합류해 있었다.
분리주의자와 비분리주의자들 모두를 포함한 이 메이플라워호의 승객들은 보통 오늘날 “필그림스”라고 불린다. 이 용어는 네덜란드에서 출발한 것을 설명한 브래드퍼드의 잡지에서 유래된 것으로 몇 년 후 쓰이게 된다.
| “ | 서로 껴안고 눈물을 흘리며, 그들은 서로 이별을 했고, 그것은 많은 이들의 최후의 모습이었다... 그러나 그들은 자신들이 “필그림스”(순례자)라는 것을 알았고, 그런 것들을 대단하게 보지는 않았지만, 그들의 눈은 하늘과 사랑하는 조국을 올려다 보면서, 그들의 마음을 떠나보냈다. | ” |

### 플리머스 식민지
메이플라워호는 여러 가지 이유로 늑장 출발을 하여 64일의 항해 끝에 1620년 11월 9일 케이프코드에 도착했다. 이미 닥쳐온 겨울과 물자의 부족 등의 여러 이유로 메이플라워호는 허드슨강까지 갈 수 없었고, 개척민들은 케이프코드 근처에 정착하기로 결정했다. 원래 왕실에서 허가받은 지역은 허드슨강 유역이었으며, 이곳은 개척할 권리를 획득하지 못했기 때문에 법적인 지위를 보장받을 수는 없었다. 식민지 지도부는 이것이 정치적 혼란을 야기할 것이라고 생각했고, 폭동이 일어날 위험이 있었기 때문에, 케이프코드 해안에서 메이플라워 서약을 작성했다. 모든 성인 개척민들이 서명한 이 서약서를 통해 다수의 규칙을 따르는데 동의를 했다. 동시에 그들은 존 카버를 지사로 선출했다.
이때 나이 30살의 브래드퍼드는 이 식민지에서 중요한 지도자의 역할을 담당하지 못했다. 메이플라워호는 현재의 프린스타운 항에 닻을 내리고, 거주지가 될만한 곳을 탐사하기 시작했다. 브래드퍼드는 탐사대의 일원으로 자원을 했다.
11월과 12월에 이 탐사대는 메이플라워호에서 내려서 도보와 보트로 세 번의 탐사를 하게 되는데, 최종적으로 12월 중순에 현재의 플리머스 항에 자리를 잡았고, 그곳을 거주지로 선택을 한다. 도보로 진행된 최초의 탐사에서 브래드퍼드는 현지 인디언들이 놓은 사슴 덫에 걸려 거의 거꾸로 매달린다. 1620년 12월 6일 출발한 세 번째 탐사에서는 브래드퍼드를 포함한 일행이 오늘 날의 플리머스 만에 도착했다. 그 만을 향해 접근할 때, 겨울 폭풍이 거의 배를 침몰시킬뻔 했지만, 추위와 파도로 고생했지만, 탐험대는 겨우 클라크 섬에 상륙할 수 있었다.
그 다음날 그들은 만 지역을 탐사했고, 거주를 위한 적당한 곳을 발견했다. 현재의 매사추세츠 플리머스 다운타운이 위치한 곳이었다. 이곳에는 훌륭한 언덕(현재의 뷰리얼 힐로 알려진)이 있었으며, 방어기지로 이상적이었다. 이곳에는 식수를 제공하는 하천이 많이 있었고, 게다가 원래 파두셋 인디언 마을이 있었던 곳이었다. 따라서 이 지역의 많은 부분이 이미 옥수수를 재배할 수 있도록 일궈져 있었다. 파두셋 부족은 1616년부터 그들이 도착하기 1년 전인 1619년 사이에 영국인 어부와 접촉해 발생한 전염병으로 인해 없어져 버렸다. 그들은 이 병을 이겨낼 면역을 가지지 못했던 것이다. 브래드퍼드는 이후 인골이 곳곳에 널려 있었다고 기록하고 있다.

#### 첫 아내의 죽음
탐험대는 거주지를 찾았다는 희소식을 전하기 위해 메이플라워호로 되돌아왔다. 브래드퍼드가 배에 도착했을 때 그의 아내 도로시가 죽었다는 것을 알게 되었다. 탐사대와 함께 출발한 그날 메이플라워호에서 미끌어져서 물에 빠져 어이없는 죽음을 당했던 것이다.
나다니엘 필브릭과 개리 슈미트와 같은 많은 역사학자들이 도로시가 아들과 떨어진 절망과 위험한 곳에 거주하게 되는 공포 때문에 자살했을 것이라고 생각하고 있다. 브래드퍼드는 그의 잡지에서 도로시의 죽음을 언급하지는 않았다. 그리고 어디에서도 그녀에 대한 기록을 남기지는 않았다. 키헤란 도허티와 같은 역사학자는 그 문제에 대한 브래드퍼드의 침묵이 바로 그녀의 자살에 대한 그의 의도된 부끄러움을 암시하는 것이라고 주장한다. 그녀의 죽음이 사고인지 아니면 자살인지를 나타내는 어떤 기록도 남아있지 않다.

#### 질병
1620년 12월 20일 메이플라워호는 플리머스 만에 도착했다. 12월 23일 개척민들은 식민지 최초의 집을 짓기 시작했다. 그러나 그들의 노력은 거주지를 강타한 질병으로 인해 늦춰질 수밖에 없었다. 1621년 1월 11일 브래드퍼드는 집을 짓는데 도움을 주고 있었는데, 갑자기 좌골에 큰 통증을 느끼며 쓰러졌다. 많은 이들을 병으로 괴로음을 당했고, 브래드퍼드는 당시 지어진 유일한 집으로 후송되었고, 그날 밤을 넘기지 못할까 두려워하였다.
병이 돌고 있을 때 건강한 채 남아 있는 사람은 소수였고, 환자를 돌봐야 한다는 책임감을 가지고 있었다. 이들 중 한 사람이 마일스 스탠디시로 그는 식민지의 방어를 위해 고용된 군인이었다. 스탠디시는 브래드퍼드가 병치레를 할 동안 그를 돌봤으며, 이것은 둘 사이에 싹튼 우정의 시작이었다. 브래드퍼드는 이후 곧 지사로 선출되었고, 그 능력으로 스탠디시와 가까이서 일을 했다. 브래드퍼드는 군 경력은 없었고, 군사적 문제에 대해서는 대위의 충고를 믿고 의존하게 되었다.
브래드퍼드는 회복되었지만, 많은 개척민들은 그만큼 운이 좋지 못했다. 1621년 2월과 3월에는 종종 하루에 2~3명꼴로 죽어나갔다. 겨울이 끝날 무렵 100명의 개척민 중 절반이 사망했다. 혹시라도 관찰하고 있을지로 모를 원주민들에게 그들의 약함을 노출하지 않기 위해서 콜 힐에 무덤이 표시나지 않게 묻었고, 매장을 들키지 않도록 노력을 기울였다.

#### 초기 지사
3월 16일, 개척민들은 이 지역 원주민과 ‘첫 만남’을 가지게 된다. 포카노켓의 추장인 사모셋이 마사소이트의 사신의 자격으로 플리머스 마을을 방문했다. 그는 서툰 영어로 말을 걸었으며, 그 영어는 그가 예전에 면식을 익혀둔 백인들에게 배운 것이었다. 이 만남은 곧 그 지역의 대추장인 마사소이트의 방문으로 이어졌고, 3월 22일 마사소이트는 영어가 능숙한 스콴토를 데리고 방문을 했다. 그리하여 포카노켓의 지도자 마사소이트는 당시 식민지의 지사였던 존 카버와 협정에 서명을 했다. 이 조약은 플리머스와 포카노켓의 연합을 공표한 것이었으며, 필요할 때 내러갠셋 족이나 매사추세츠 족과 같은 공동의 적에 대항하여 싸우는 상위방위조약에 해당하는 것이었다. 지사가 되었을 때 그가 기울인 대부분의 노력은 조약을 지키는데 집중되었고, 내러갠셋 부족과 매사추세츠 부족과 같은 포카노켓의 라이벌의 위협을 다루는 것들이었다.
1621년 4월, 지사 카버가 더운 날 들판에서 일하다가 쓰러졌다. 그는 며칠 후 죽게 된다. 플리머스의 개척민들은 브래드퍼드를 새로운 지사로 선출하였고, 그는 대부분의 생을 그 직위에서 머물렀다.

## 서적

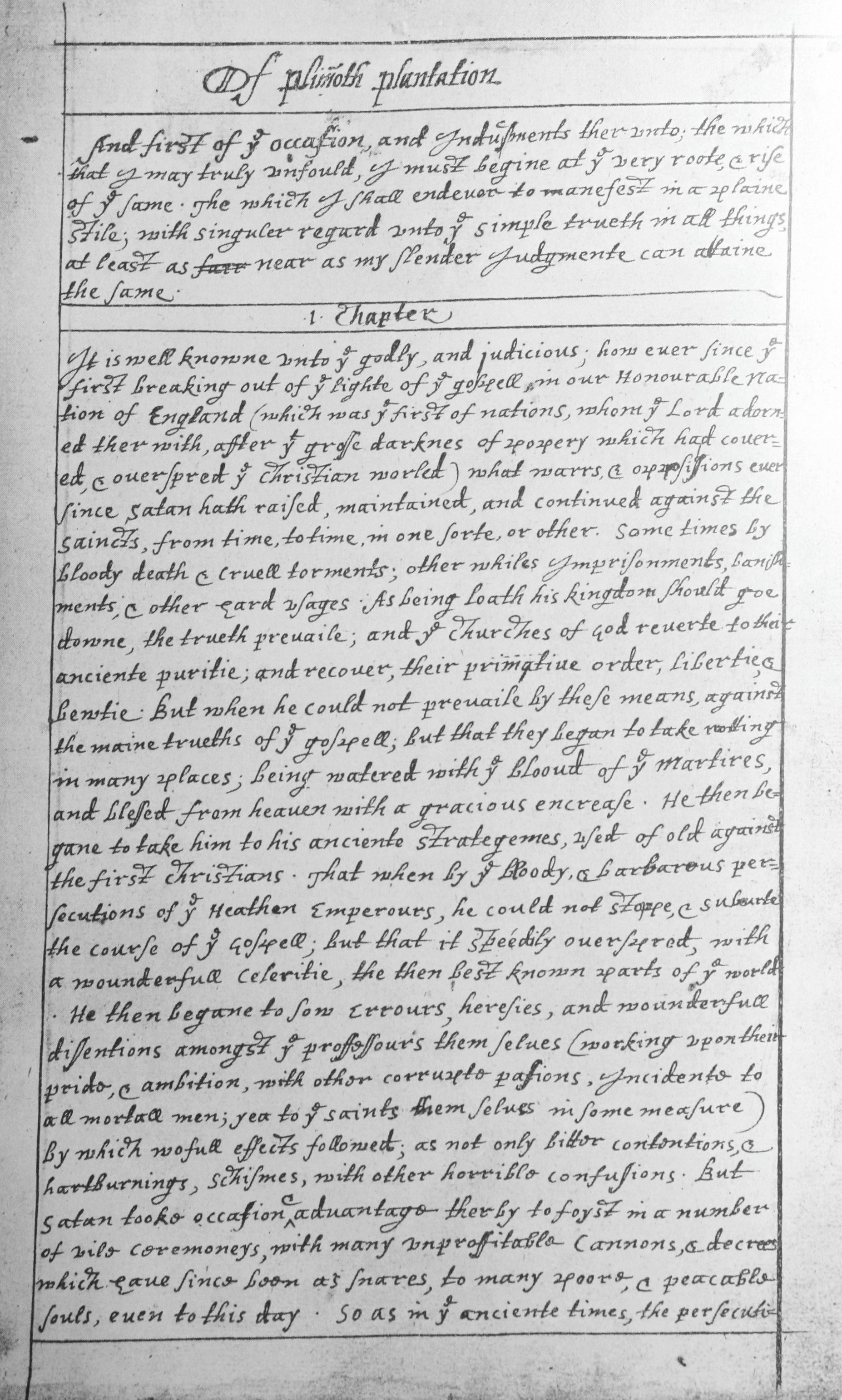
브래드퍼드 저널의 첫 장

- 《플리머스 플랜테이션에 대해》 (Of Plymouth Plantation)

지금까지 윌리엄 브래드퍼드의 가장 잘 알려진 작품은 《플리머스 플랜테이션에 대해》(Of Plymouth Plantation)이다. 이것은 1621년에서 1646년까지 매사추세츠 만 식민지 건설과 청교도 개척민의 삶을 손으로 기록한 상세한 역사이다. 그 기록이 실제로 브래드퍼드의 저널이라는 것은 보편적인 오해다. 오히려 그것은 두 권의 책으로 쓰인 그의 회고록과 관찰기이다. 첫 권은 1630년에 쓰였고, 둘째 권은 완성되지는 않았지만, 1646년에서 1650년 사이에 쓴 것이다. 그는 1646년 내내 식민지의 투쟁과 성취의 기록을 남겼다. 월터 P. 웬스카는 다음과 같이 언급하였다.
| “ | 브래드퍼드는 필그림의 열정이 수그러든 오랜 시간 후에 향수로 인해 대부분의 그 역사를 썼으며, 공들인 것은 분명하다. 필그림의 선교에 대한 그의 자신감을 표현한 초기의 기록과 실망을 드러낸 후기의 기록은 거의 동시에 쓰였다. | ” |

전형적인 청교도로서, 브래드퍼드는 일상 생활과 성경의 사건 사이에서 깊은 평형선을 그렸다. 필립 굴드는 “브래드퍼드는 미래 세대의 계몽을 위해 신의 섭리가 있는 작품을 증명하기를 희망했다.”라고 썼다. 그 기록이 그가 죽기 전 해인 1665년까지 출판되지 않았음에도 불구하고, 그의 가까운 세대에 잘 수용되었다.
1888년 찰스 F. 리처드슨은 브래드퍼드를 ‘문학의 선구자’와 ‘강력한 힘을 가진 이야기꾼’으로 표현했다. 모지즈 코잇 테일러는 그를 ‘미국 역사의 아버지’라고 불렀다. 많은 미국이 작가들도 그 기록을 그들의 작품에 인용을 했다. 예를 들어, 코튼 매더는 《매그놀리아 크리스티 아메리카나》(Magnolia Christi Americana)와 《토마스 프린스》(Thomas Prince)에서 인용을 했으며, 《A Chronological History of New-England in the Form of Annals》에서 언급을 했다. 오늘날에도 명문집으로 포함되어 미국 문학의 귀중한 유산으로 간주되며, 문학과 역사 수업에 사용되고 있다. ‘미국의 고전’ 그리고 17세기 뉴잉글랜의 ‘뛰어난 예술 작품’으로 불린다.

## 같이 보기
- 플리머스 식민지
- 미국 문학

## 참고 서적
- Abrams, Ann Uhry (1999). 《The Pilgrims and Pocahontas: Rival Myths of American Origin》. Boulder: Westview Press. ISBN 0813334977. 2014년 6월 26일에 원본 문서에서 보존된 문서. 2011년 1월 27일에 확인함.
- Doherty, Kieran (1999). 《William Bradford: Rock of Plymouth》. Brookfield, Connecticut: Twenty-First Century Books. ISBN 0585213054.
- Goodwin, John A. (1920). 《The Pilgrim Republic: An Historical Review of the Colony of New Plymouth》. Boston: Houghton Mifflin Co. OCLC 316126717.
- Gould, Philip (2009). 〈William Bradford 1590-1657〉.   Lauter, Paul. 《The Heath Anthology of American Literature: Beginnings to 1800》 A. Boston: Houghton Mifflin. 348–350쪽. ISBN 0618897992.
- Haxtun, Annie A. (1899). 《Signers of the Mayflower Compact》. Baltimore: The Mail and Express. OCLC 2812063.
- Philbrick, Nathaniel (2006). 《Mayflower: A Story of Community, Courage and War》. New York: Penguin Books. ISBN 9780143111979.
- Sargent, Mark L. (1992). “William Bradford’s ‘Dialogue’ with History”. 《The New England Quarterly》 (Boston: Colonial Society of Massachusetts and Northeastern University) 65.3: 389–421. ISSN 0028-4866.
- Schmidt, Gary D. (1999). 《William Bradford: Plymouth's Faithful Pilgrim》. Grand Rapids: Wm. B. Eerdmans Publishing Co. ISBN 082851517 |isbn= 값 확인 필요: length (도움말).
- Stratton, Eugene A. (1986). 《Plymouth Colony: Its History & People, 1620–1691》. Salt Lake City: Ancestry Incorporated. ISBN 0916489132.
- Wenska, Walter P. “Bradford’s Two Histories: Pattern and Paradigm in 'Of Plymouth Plantation'”. 《Early American Literature》 (Chapel Hill: University of North Carolina Press) 13.2 (Fall 1978): 151–164. ISSN 0012-8163.